# Letitia (Schiff, 1925)
Die Letitia (II) war ein 1925 in Dienst gestelltes Passagierschiff der britischen Reederei Donaldson Atlantic Line, das im Passagier- und Postverkehr zwischen Großbritannien und Kanada eingesetzt wurde. Während des Zweiten Weltkriegs diente sie als Truppentransporter und später als Hospitalschiff. Ende der 1950er wurde sie nach Neuseeland verkauft und 1960 in Schottland abgewrackt.

## Passagierschiff

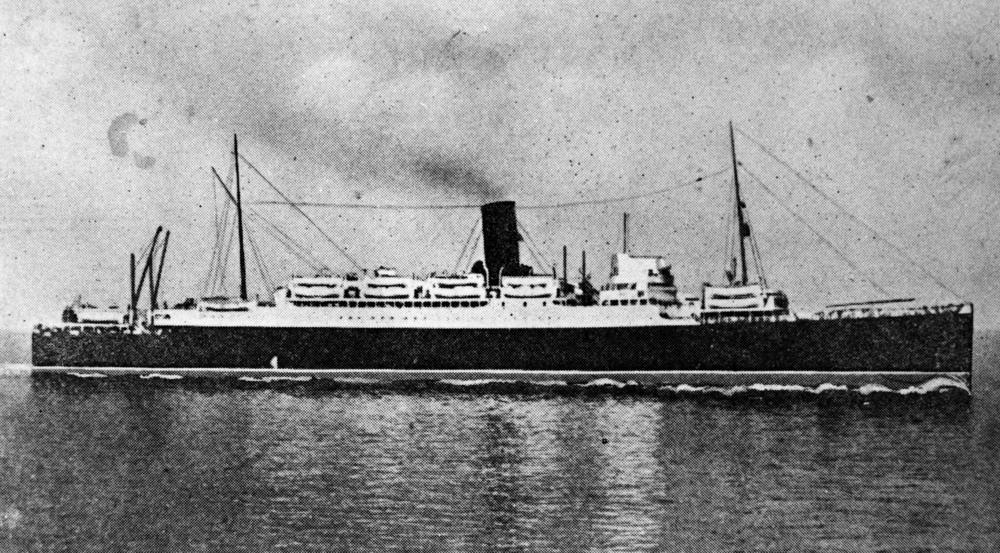
Steuerbordansicht der Letitia (undatiert).

Das 13.475 BRT große Dampfturbinenschiff Letitia wurde auf der Werft Fairfield Shipbuilding and Engineering Company in Govan bei Glasgow gebaut. Sie war das baugleiche Schwesterschiff der Athenia (13.465 BRT), die bereits am 28. Januar 1922 bei der gleichen Werft vom Stapel gelaufen war. Die Athenia wurde vor allem durch ihre Versenkung durch ein deutsches U-Boot 1939 bekannt. Beide Schiffe waren 163 Meter lang, 20 Meter breit und hatten je einen Schornstein, zwei Masten und zwei Propeller. Die Letitia war das zweite Schiff der Anchor-Donaldson Ltd., das diesen Namen trug. Die erste Letitia war 1912 in Dienst gestellt worden und am 1. August 1917 bei Halifax gesunken.
Die zweite Letitia wurde durch sechs Dampfturbinen, die von Fairfield nach dem System Brown-Curtis konstruiert waren, angetrieben, eine Leistung von 9000 Wellen-PS (WPS) hatten und eine Höchstgeschwindigkeit von 16 Knoten ermöglichten. Sie hatte zwei Doppelender- und drei Einender-Kessel. Die Passagierunterkünfte waren für 516 Reisende der Kabinenklasse und 1023 in der Dritten Klasse ausgelegt. Das Schiff lief am 24. Oktober 1924 vom Stapel und legte am 24. April 1925 in Glasgow zu seiner Jungfernfahrt nach Montreal ab.
Die Letitia fuhr fortan zusammen mit der Athenia in den Sommermonaten von Liverpool nach Quebec und Montreal und in der Wintersaison, wenn der Sankt-Lorenz-Strom zugefroren war, nach Halifax und Saint John. Dies war ein Joint Venture in Zusammenarbeit mit der Cunard Line. 1927 kam es zur ersten Überholung des Schiffs. Von dem Zeitpunkt an konnten 298 Passagiere der Kabinenklasse, 310 der Touristenklasse und 964 der Dritten Klasse befördert werden Im Jahr 1935 wurde die Anchor Line aufgelöst, aus deren Zusammenarbeit mit der Donaldson Line 1916 die Tochtergesellschaft Anchor-Donaldson Ltd. entstanden war. Die Donaldson Line übernahm die meisten Anteile und nannte sich in Donaldson Atlantic Line um.

## Einsatz im Zweiten Weltkrieg

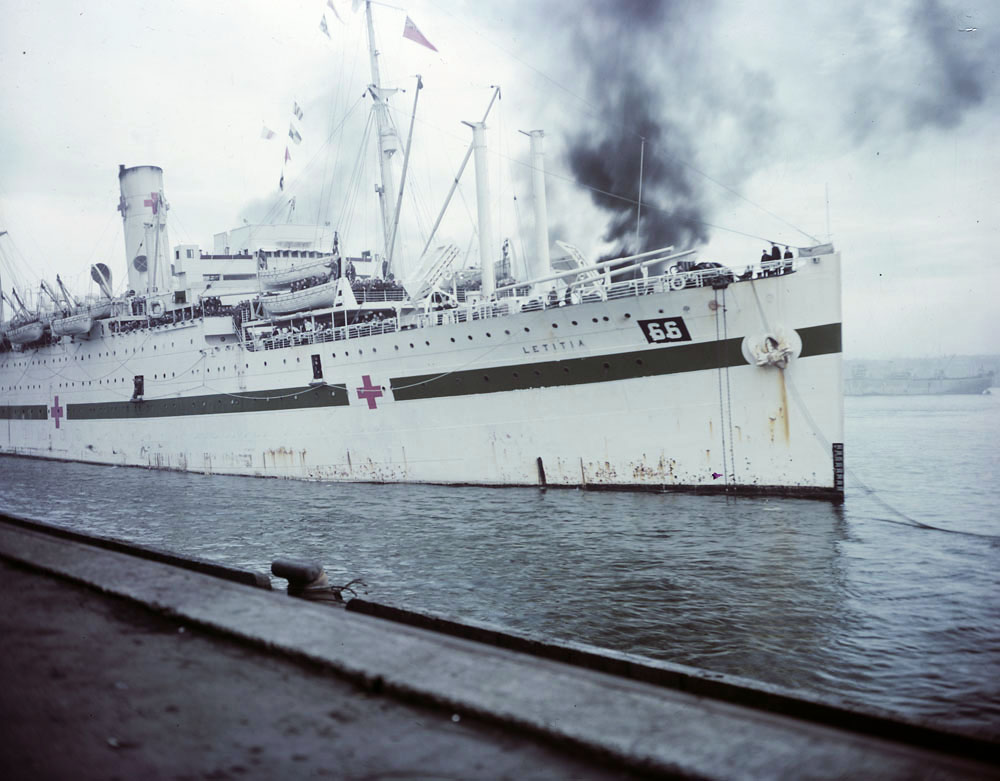
Die Letitia als Hospitalschiff im Zweiten Weltkrieg.

Am 9. September 1939 wurde die Letitia von der britischen Admiralität für den Einsatz im Zweiten Weltkrieg angefordert und in einen bewaffneten Hilfskreuzer (Armed Merchant Cruiser) umgerüstet. Am 6. November 1939 nahm sie unter der Kennnummer F16 ihren Dienst auf. Sie wurde in den ersten Monaten überwiegend auf dem Nordatlantik bei der Halifax Escort Force eingesetzt. Im Januar 1940 war sie das Geleitschiff für den Geleitzug HX 15 von Halifax nach Liverpool.
Den größten Teil des Jahres 1940 verbrachte sie bei der Northern Patrol. Später gehörte sie kurz zur Bermuda and Halifax Escort Force, bis sie im Mai 1941 zur North Atlantic Escort Force stieß. Ab 1941 diente die Letitia als Truppentransporter, bis sie 1943 im Einsatz schwer beschädigt wurde. Nach der Reparatur in den USA wurde sie von der kanadischen Regierung als Hospitalschiff verwendet. Sie konnte zu diesem Zweck 1000 Patienten und ein 200-köpfiges Personal beherbergen. In den Monaten direkt nach Kriegsende repatriierte das Schiff kanadische Soldaten in ihre Heimat. Im Gegensatz zu ihrem Schwesterschiff überstand die Letitia den Zweiten Weltkrieg und wurde 1946 an das britische Ministry of War Transport (MoWT) verkauft, das das britische Transportwesen verwaltete. Bereedert wurde sie aber immer noch von der Donaldson Atlantic Line.

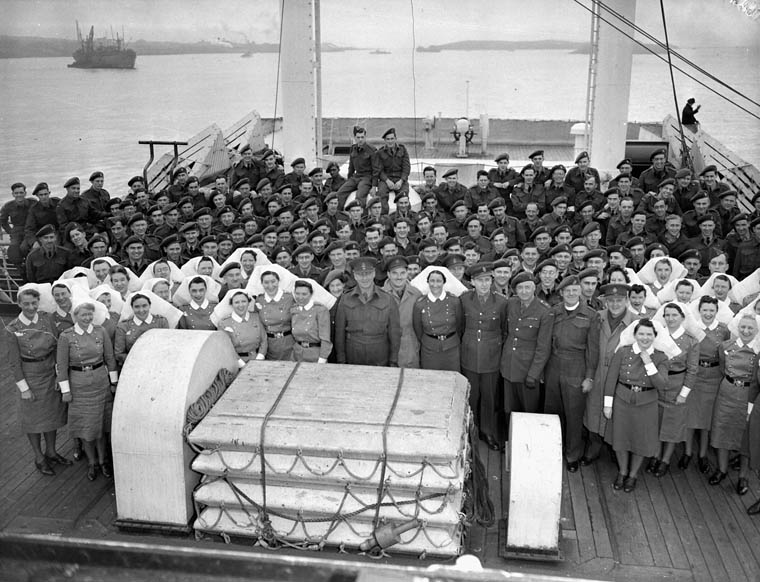
Offiziere und Krankenschwestern an Bord des Hospitalschiffs Letitia (April 1945).

Am 20. November 1946 kollidierte sie während der Überfahrt von Halifax nach Liverpool auf dem River Mersey mit dem britischen Dampfschiff Stormont, welches unterging. Als Folge der Kollision musste das Schiff nach Birkenhead ins Trockendock, um Reparaturen am Heck vornehmen lassen zu können. Die Letitia wurde 1947 am River Clyde umfassend repariert und erneut zum Einsatz als Truppenschiff ausgerüstet. Das MoWT benannte die Letitia in Empire Brent um. Im Juli 1948 unternahm sie ihre erste Truppenfahrt nach Indien und in den Fernen Osten. 

## Nachkriegszeit
1950 wurde sie erstmals im Auswandererverkehr von Glasgow nach Sydney verwendet, der in den Jahren nach dem Zweiten Weltkrieg einen Höhepunkt hatte. Von Juni 1951 bis Januar 1952 wurde sie bei Barclay, Curle and Company für den Dienst als Auswandererschiff umgerüstet. Die Kapazität der Dritten Klasse erhöhte sich durch die Umbauten auf 1088 Personen und die Tonnage erweiterte sich auf 13.876 BRT.
Das Schiff wurde für den neuen Dienst in Captain Cook umbenannt und lief am 5. Februar 1952 in Glasgow zu seiner ersten Fahrt nach Neuseeland über den Panamakanal aus. Sie wurde von der neuseeländischen Regierung für diesen Service gechartert. Im April 1955 wurde die Captain Cook wieder auf die Transatlantikroute Glasgow–Montreal gesetzt, aber nach sieben Überfahrten auf dieser Strecke kehrte sie im Oktober 1955 in den Neuseeland-Dienst zurück. Im Hafen von Wellington wurde das Schiff 1957 durch einen Brand an Bord schwer beschädigt, konnte aber aus eigener Kraft zurück nach Großbritannien fahren und wurde dort repariert.
Die Letitia wurde schließlich von der neuseeländischen Regierung gekauft. Im Februar 1960 unternahm sie ihre 25. und letzte Fahrt und wurde nach der Ankunft in Glasgow in Falmouth aufgelegt. Anschließend wurde sie zum Abbruch an British Steel verkauft. Am 29. April 1960 traf das ausgemusterte Schiff in Inverkeithing (Schottland) ein, wo es durch das Abbruchunternehmen Thomas W. Ward Shipbreakers Ltd. verschrottet wurde.